# Sławomir Rosolski
Sławomir Rosolski (ur. 19 lipca 1961 w Ostrowie Wielkopolskim) – polski architekt, urbanista, profesor doktor habilitowany inżynier architekt, profesor w dziedzinie nauk inżynieryjno-technicznych, w dyscyplinie architektura i urbanistyka, pracownik naukowy i wykładowca na Politechnice Poznańskiej. Dyrektor Instytutu Architektury, Urbanistyki i Ochrony Dziedzictwa Wydziału Architektury Politechniki Poznańskiej w latach 2016–2024, Członek Senatu Politechniki Poznańskiej w latach 2020–2024.
Członek Komisji Urbanistyki i Planowania Przestrzennego Polskiej Akademii Nauk o/Poznań (PAN).
Członek Wielkopolskiej Okręgowej Izby Architektów Rzeczypospolitej Polskiej (WOIARP).
Członek Stowarzyszenia Architektów Polskich (SARP).
Członek Polskiego Komitetu Narodowego Międzynarodowej Rady Ochrony Zabytków (ICOMOS). Przewodniczący Rady Programowej Akademii Jana Lubrańskiego (AJL).

## Życiorys
W 1988 roku ukończył studia na i uzyskał tytuł magistra inżyniera w zakresie architektury na Wydziale Budownictwa Lądowego Politechnice Poznańskiej. Sformułował teorię zagadnień odwrotnych w projektowaniu architektonicznym, którą następnie opisał w rozprawie doktorskiej. Stopień doktora uzyskał w 1998 roku. Dwa lata później ukończył studia podyplomowe w zakresie planowania przestrzennego. W 2011 roku uzyskał stopień doktora habilitowanego na Wydziale Architektury i Wzornictwa Uniwersytetu Artystycznego w Poznaniu. 
Już w trakcie studiów podjął pracę na Politechnice Poznańskiej. Po ukończeniu studiów, pracował jako nauczyciel akademicki. W 2015 roku otrzymał stanowisko profesora nadzwyczajnego Politechniki Poznańskiej (w 2018 roku zmienione Ustawą Prawo o Szkolnictwie Wyższym i Nauce na Profesora PP). Z Wydziałem Architektury swojej Alma Mater związany jest zawodowo do dziś.
W dniu 29 lutego 2024 roku, na mocy postanowienia Prezydenta RP, S. Rosolski otrzymał tytuł Profesora w dziedzinie nauk inżynieryjno-technicznych, w dyscyplinie architektura i urbanistyka.

## Działalność naukowa
Dorobek naukowy, dydaktyczny i wdrożeniowy wynika w dużym stopniu z zainteresowań profesora Rosolskiego, ukierunkowanych na obszary projektowania budownictwa niemal zero-energetycznego, projektowania budownictwa pasywnego, projektowania zintegrowanego, budownictwa w aspekcie efektywności ekologicznej i zrównoważonego rozwoju, wzornictwa, architektury wnętrz, ochrony zabytków, ochrony dziedzictwa kulturowego w aspekcie przestrzennego i społecznego oddziaływania zabytków architektury i urbanistyki.
Jest autorem teorii zagadnień odwrotnych w projektowaniu architektonicznym (temat doktoratu w 1997 roku i monografia „Projektowanie architektoniczne a zagadnienia odwrotne”, Exemplum, 2012) oraz monografii „Budynek niemal zero-energetyczny. Wydział Architektury i Wydział Inżynierii Zarządzania w Kampusie Politechniki Poznańskiej „Warta” w Poznaniu”. Sformułował manifesty „Ku ochronie i ekspozycji autentyczności zabytku”, „Ku zastosowaniu nowych technologii w zabytku oraz „Ku nowej specjalności naukowej – architechnologii”. Jest również autorem triady 3E w architekturze: ekologia – ekonomia – estetyka.
Był także autorem formuły i nazwy wydarzenia ARCHIIDEE (2017), którego ideą było zbudowanie platformy- myśli o projektowaniu w relacji z architekturą w oparciu o najnowsze współczesne osiągnięcia z zakresu nauki, badań i wdrożeń z wyraźnym podkreśleniem definiowania nowych idei, manifestów i teorii projektowania. Współautor i przewodniczący Międzynarodowej Konferencji Naukowej „Odpowiedzialna Urbanizacja” (2018), której tematem było odpowiedzialne traktowanie przestrzeni jako dobra nieodnawialnego, mającego szczególne wartości i znaczenie dla człowieka, społeczeństwa, a także stabilności ekonomicznej.

## Działalność projektowa
W 1997 roku otworzył własną Autorską Pracownię Projektową, która tworzy do dziś. W dorobku znajdują się m.in. projekty i adaptacje takich obiektów jak:
- 1994: Zbiornik po gazie – adaptacja zabytku, Ostrów Wielkopolski
- 1998-1999: Big Star – budynek biurowy i salon firmowy, Kalisz.
- 1999-2000: Bystra 7 – budynek biurowy Skanska, Poznań.
- 1999-2001: Osiedle Parkowe – zespół domów jednorodzinnych, Poznań.
- 2000: „Dom Polski” zaprojektowany na Europejską Wystawę Mieszkalnictwa Bo01, Malmö (Szwecja).
- 2001-2003: Rataje 164 – budynek biurowy, Poznań.
- 2004: Brovaria – adaptacja przestrzeni zabytkowej – hotel i	restauracja z browarem, Stary Rynek w Poznaniu.
- 2004: City Park – modernizacja i adaptacja zespołu koszarowego na kompleks apartamentów i powierzchni komercyjnych, Poznań.
- 2009: Osiedle Wiktoriańskie – zespół domów jednorodzinnych, Zalasewo k. Poznania.
- 2012: Warzelnia – zespół zabudowy mieszkaniowej na terenie zabytkowego browaru, Poznań.
- 2018: Wroniecka 23 – rewitalizacja zabytkowej kamienicy, Poznań.
- 2020: Wydział Architektury i Wydział Inżynierii Zarządzania – budynek niemal zero-energetyczny w Kampusie Politechniki Poznańskiej, Poznań.

## Publikacje
2 monografie:
- Rosolski, S. „Projektowanie architektoniczne a zagadnienia odwrotne” (Exemplum 2012)
- Rosolski, S. „Budynek niemal zero-energetyczny. Wydział Architektury i Wydział Inżynierii Zarządzania w Kampusie Politechniki Poznańskiej ‘Warta’ w Poznaniu” (Wydawnictwo Politechniki Poznańskiej, 2023)

4 rozdziały w monografiach:
- Rosolski S.: Sesja naukowa intuicja i architektura. XXX lecie kierunku Architektura i Urbanistyka na Politechnice Poznańskiej. Dom mieszkalny. Architektura i technologia w autorskiej kolekcji domów jednorodzinnych wolno stojących Dom Pod Klucz – Rosolski, Poznań: Wydawnictwo Politechniki Poznańskiej, ISBN 83-7143-225-9, s. 638-646, 2005.
- Rosolski S.: Architektura mieszkaniowa i usługowa w programach nauczania. Wydawnictwo Politechniki Poznańskiej, ISBN 978-83-7775-132-6, s. 101-114, 2012.
- Rosolski S., Budynek niemal zero-energetyczny w aspekcie proekologicznych i prospołecznych uwarunkowań budownictwa zrównoważonego. Monografia pod redakcją Januchta-Szostak A., Banach M., Architektura wobec wyzwań zrównoważonego rozwoju. Człowiek – Ekologia – Architektura tom 2. ISBN 978-83-7775-438-2, Wydawnictwo Politechniki Poznańskiej. Poznań, 2016.
- Rosolski S., Regeneracja struktury budynku zabytkowego. Monografia pod redakcją Januchta-Szostak A., Banach M., Regeneracja architektury. Człowiek – Ekologia – Architektura tom 4. ISBN 978-83-7775-481-8, Wydawnictwo Politechniki Poznańskiej. Poznań, 2016.

23 artykuły naukowe, m.in.:
- Rosolski S.: Place Identity in the City and Inverse Problems, Architectural Volumes 1/ 2010, Exemplum, Red. Tomasz Adamski, ISSN 2081-7290, s. 87-95, 2010.
- Rosolski S.: rozdział: Projektowanie domu jako związki pomiędzy architekturą a technologią. ISSN 2658-2619, Zeszyty naukowe Politechniki Poznańskiej, 2011.
- Rosolski S.: Brovaria. Architectural Identity between Ancient Spaces and New Functions. Volumes 2-3. 2011/2012, Wydawnictwo Exeplum, ISSN 2081-7290, s. 223-242,	2011-2012.
- Rosolski S.: City Park – tożsamość miejsca w mieście w aspekcie zagadnień odwrotnych. Wydawnictwo Politechniki Poznańskiej; ISSN 1507- 6407, s. 19-30, Poznań 2014.
- Rosolski, S. Kamienica przy ul. Wronieckiej 23, Poznań. Renowacje i zabytki nr 4(72), ISSN 1643-2029, s. 182-185, 2019.
- Rosolski S., Komfort klimatyczny a jakość życia, ISSN 2658-2619, Zeszyty Naukowe Politechniki Poznańskiej, 2020.
- Rosolski S., New Technical Solutions in Upgrading Historic Building to Standard of Nearly Zero-energy Building. Example of Tenement House in Poznań. ISSN 1895-3247, Space & Form nr 48, s. 333-352, 2021.
- Rosolski S., Stranz J., Dziedzictwo Lubrańskiego – inspiracje w sztuce, urbanistyce i architekturze, ISSN 2658-2619, Zeszyty Naukowe Politechniki Poznańskiej nr 8, s. 15-30, 2022.

## Nagrody
Jest laureatem licznych nagród i wyróżnień, z których najważniejsze to:
- ZŁOTY OŁÓWEK – I nagroda w konkursie o „Złoty Pion, Złoty Trzos, Złoty Ołówek” za najładniejszą i najstaranniej wzniesioną budowlę na terenie Wielkopolski w roku 1996 – obiekt biurowo-magazynowy dla firmy Big Star Limited Sp. z o.o. w Kaliszu. Nagroda przyznawana przez Komisję pod patronatem „Głosu Wielkopolskiego” i „Radia Merkury”. Poznań, 1996.[10]
- ZŁOTY OŁÓWEK – I nagroda w konkursie o „Złoty Pion, Złoty Trzos, Złoty Ołówek” za najciekawszy projekt architektoniczny zrealizowany na terenie Wielkopolski – adaptację XIX-wiecznego zbiornika gazu w Ostrowie Wielkopolskim na Centrum Obsługi Klienta Energetyki Kaliskiej oraz filię Banku Handlowego w Warszawie. Nagroda przyznana przez Komisję pod patronatem „Głosu Wielkopolskiego” i „Radia Merkury”. Poznań, 1997.
- Medal pamiątkowy „Naturea Tutela Res Necessaria Hominum Pro Regionalibus Et Urbanis Studiis” – za liczne inicjatywy i aktywność na rzecz zachowania obszarów chronionej natury w Europie oraz zachowania i odnowy małych zabytkowych miast, jak również dla rozwoju gospodarki regionalnej przyznany przez Polską Akademię Nauk Oddz. w Poznaniu Komisję Urbanistyki Planowania Przestrzennego, 2007.[11]
- NAGRODA „JANA BAPTYSTY QUADRO” w dowód uznania dla pracy architekta Sławomira Rosolskiego, nadana przez Prezydenta miasta Poznania za najlepszą realizację architektoniczną w Poznaniu roku 2008 czyli projekt zespołu budynków mieszkalno-usługowych przy ul. Wojskowej / Ułańskiej / Wyspiańskiego/ określanych jako „City Park”. Poznań, 2009.[12]
- NAGRODA II STOPNIA w konkursie PZITB Budowa Roku 2007 w kategorii Obiekty rewitalizowane i modernizowane. Nagroda za „Kompleks apartamentów z pasażami handlowo-usługowymi CITY PARK w Poznaniu ul. Wojskowa/Ułańska/Wyspiańskiego. Organizator konkursu: Polski Związek Inżynierów i Techników Budownictwa, Ministerstwo Infrastruktury, Główny Urząd Nadzoru Budowlanego. Warszawa, 2008.
- Medal Komisji Edukacji Narodowej przyznany za szczególne zasługi dla oświaty i wychowania nadany przez Ministerstwo Edukacji Narodowej, 2013.
- PASCAL 2021 – przy współpracy z firmą LUPIO, za wykorzystanie nowych rozwiązań aktywnych stropów grzewczo-chłodzących połączonych ze spersonalizowanymi elementami wentylacji[13].
- PASCAL 2022 – nagroda przyznana prof. Rosolskiemu i prof. Edwardowi Szczechowiakowi za projekt wentylacji w budynku Wydziału Architektury i Wydziału Inżynierii Zarządzania Politechniki Poznańskiej[14].
- WYRÓŻNIENIE W KONKURSIE O NAGRODĘ MINISTRA ROZWOJU, PRACY I TECHNOLOGII – za wybitne osiągnięcia twórcze w dziedzinie architektury i budownictwa pod nazwą: „Kamienica niemal zero-energetyczna Wroniecka 23, Poznań”. Warszawa 15 marca 2021.[15]
- DIVINIS ET HUMANIS – nagroda Fundacji Akademia Jana Lubrańskiego, za wybitne osiągnięcia w przestrzeni kultury, sztuki, nauki i nowych technologii, 2022.[16]
- STATUETKA IM. ROGERA SŁAWSKIEGO ZA ROK 2022 – w kategorii Wielkopolski Człowiek Roku w Budownictwie, przyznana przez Wielkopolską Izbę Budownictwa, Poznań, 31 stycznia 2023.[17]
- NAGRODA MINISTRA EDUKACJI I NAUKI – nagroda zespołowa za znaczące osiągnięcia w zakresie działalności wdrożeniowej, przyznana dr hab. inż. arch. Sławomirowi Rosolskiemu i prof. dr hab. inż. Edwardowi Szczechowiakowi, luty 2023[18]
- ZŁOTY MEDAL ZA DŁUGOLETNIĄ SŁUŻBĘ – nagroda przyznana przez Prezydenta Rzeczypospolitej Polskiej, postanowienie z dnia 7 października 2023.